# Датчики для дуговой сварки
Датчики для дуговой сварки  — общий термин для устройств, которые, как часть полностью механизированного сварочного оборудования,  получают информацию о положении и о геометрии предполагаемого сварного шва на заготовке и выдают данные в соответствующей форме на управление сварочной установке.

## Введение

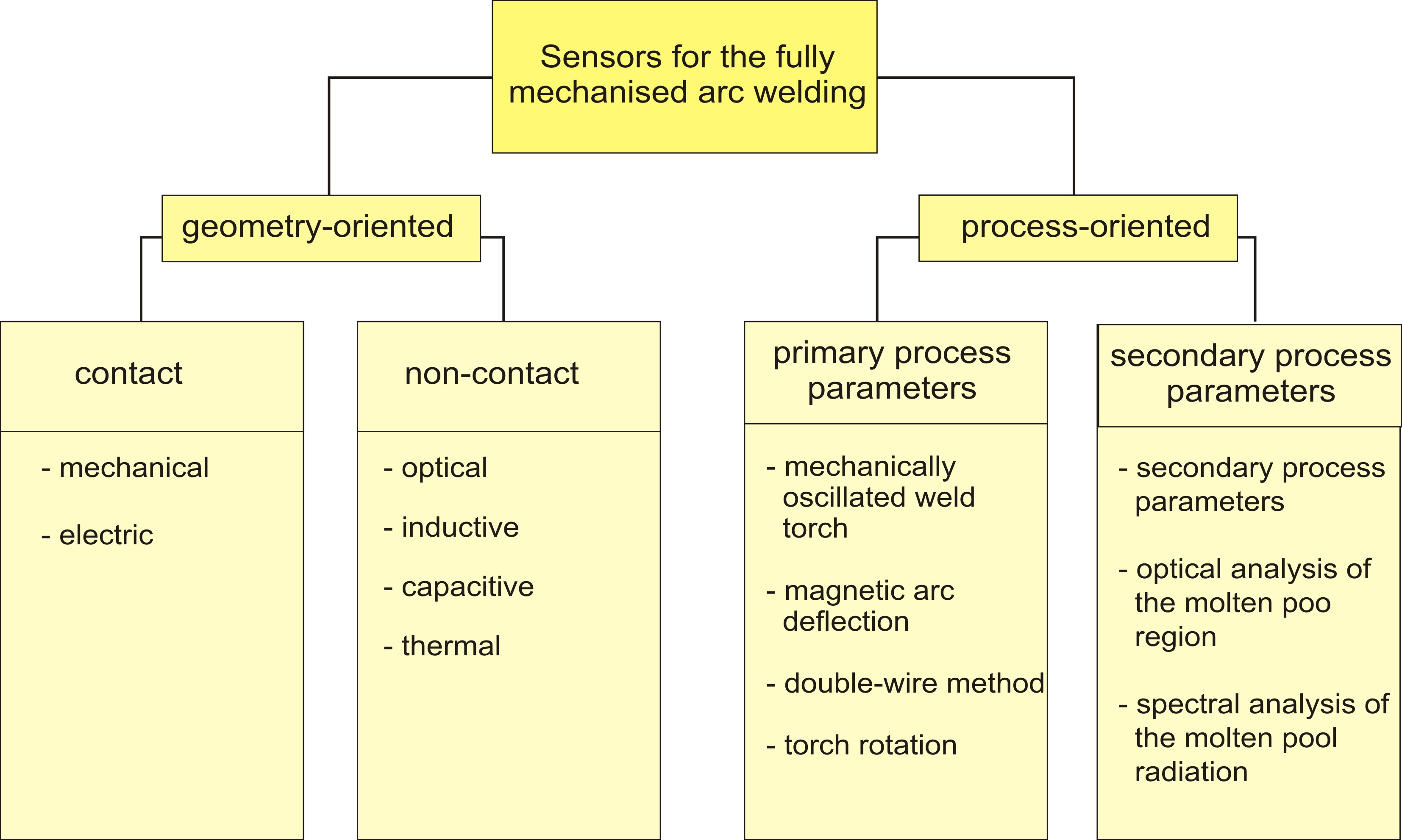
Рис. 1. Классификация сенсорных систем

Качество сварного шва зависит от напряжения, тока, скорости подачи проволоки и скорости сварки, от типа ввода энергии  и используемых материалов присадки. Позиционирование сварочной дуги оказывает непосредственное влияние на расход материала. Подводимая теплота для плавления шва и постоянный тепловой поток напрямую связаны с факелом дуги  и оказывают влияние на качество сварного шва.
На полностью механизированных и автоматизированных установках погрешности выбора защитных газов,  шероховатости  заготовки, обработки, подготовка паза и тепловые деформации усиливают изменения положения края и его геометрию. В полностью механизированной сварке информация, которая требуется для сварки  определяется с помощью сенсора. сенсорные датчики применяются для контроля положения какого-либо компонента сварки  (обнаружение начала сварного шва  и конца сварки).
Отклонения от оптимального положения сварочных устройств измеряются с помощью датчиков. К примеру, электромагнитные датчики по изменениям параметров магнитного поля выдают информацию о месте стыка или поверхности изделия. Пневматические струйные датчики работают по изменению давления в плазменном сопле при истечении газа на поверхность изделия: при приближении сопла к поверхности заготовки, увеличивается давление газа. Большой объем информации о сварке можно получить, используя для освещения шва монохроматическое излучение лазера, можно также получить много информации.
Данные о процессе сварки можно получить использую спектральный анализ. При этом спектр излучения дуги и спектр сварочной ванны сравниваются с заданными образцовыми значениями. Отклонения в спектрах указывают на изменение химического состава или энергетические изменения в зоне сварки.

## Датчики
Физические принципы, по которым работают датчики, основаны на выработке ими в разном виде сигнала при изменении контролируемого ими параметра.

### Тактильные датчики
Электроконтактные датчики для отслеживания положения заготовки представляют собой тип тактильных датчиков. Датчик имеет электрический контакт с изделием посредством электропроводящей детали, включенной в измерительную цепь датчика.
Механические контактные датчики относятся ко второй категории тактильных сенсоров.

### Электроконтактные датчики
Электроконтактные датчики работают через контактирование заготовки с элементами датчика.

### Тепловые датчики
В тепловых датчиках измеряется тепловой поток измеряется с помощью двух термопар, которые расположены на сварочной горелке, тепловой поток используется для управления высотой факела. Ориентации сварочного факела в сторону определяется через сравнение температур датчиков от обеих термопар. Если ориентация факел симметрична, разница в излучаемом тепловом потоке равен нулю. Боковое смещение факела термопары зависит от сторонних тепловых потоков, деформаций дуги, а также от изменения положения сварочной ванны.

### Механические датчики

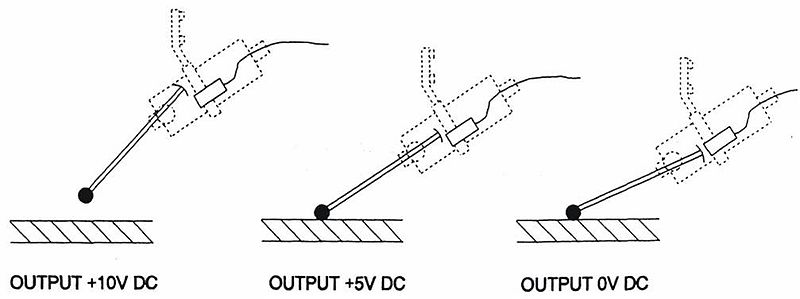
Рис. 2. Индуктивные датчики

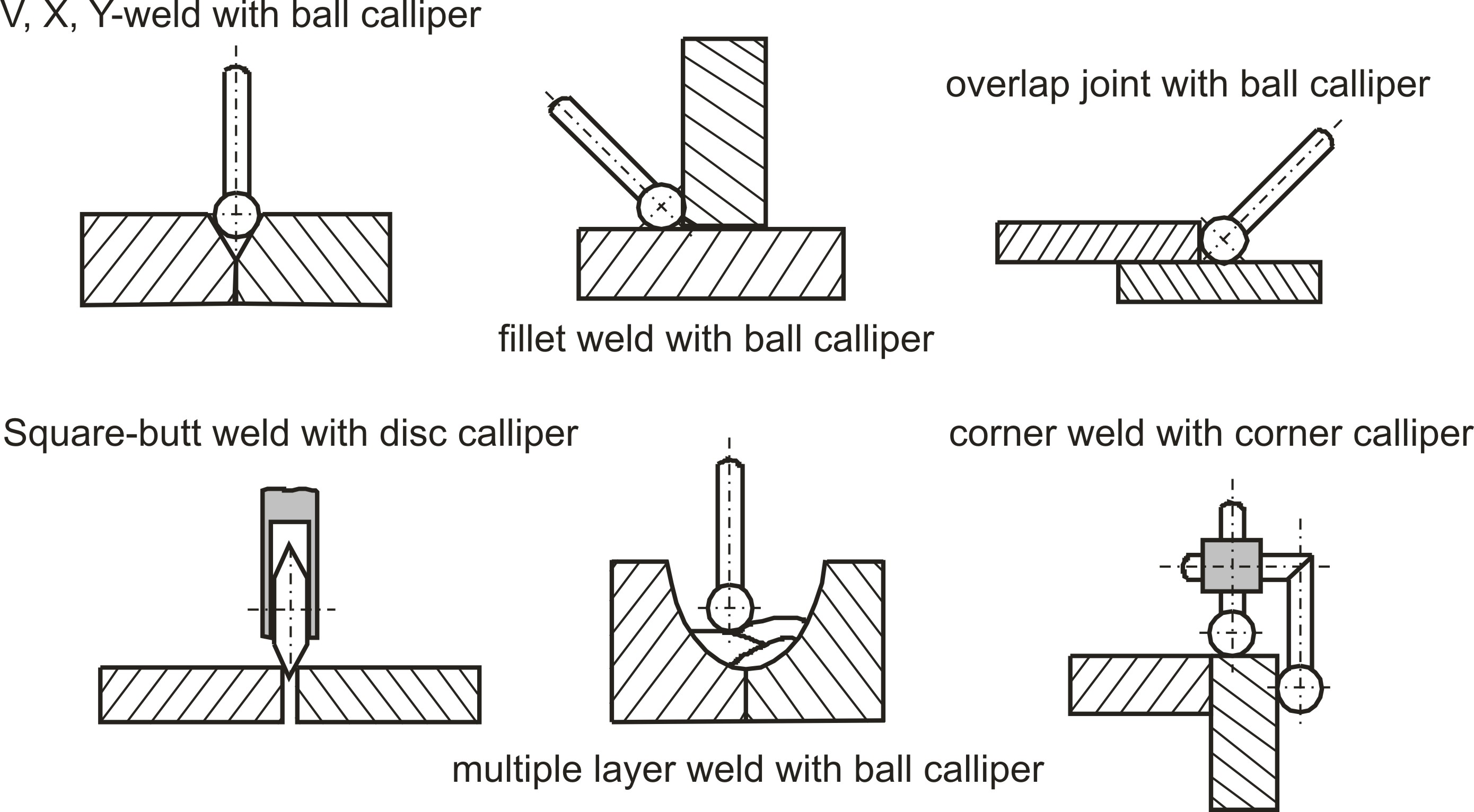
Рисунок 3. Тактильные датчики

Механические контактные системы переводят пространственные отклонения датчика в электрический сигнал. К таким датчикам относятся:
- микропереключатель;
- потенциометр;
- оптический трансформатор (световые барьеры);
- индуктивный трансформатор.

### Оптические датчики
Оптические датчики относятся к группе бесконтактных измерений (рис. 1).  Полупроводниковые датчики изображения применяются для обнаружения излучения. Они разделяются на датчики с активным и неактивным освещением. Камера осматривает заготовки и извлекает необходимую информацию из двумерных полутоновых изображений. Активное структурированное освещение означает применение источника света для освещения определенных областей детали.

#### Режим работы

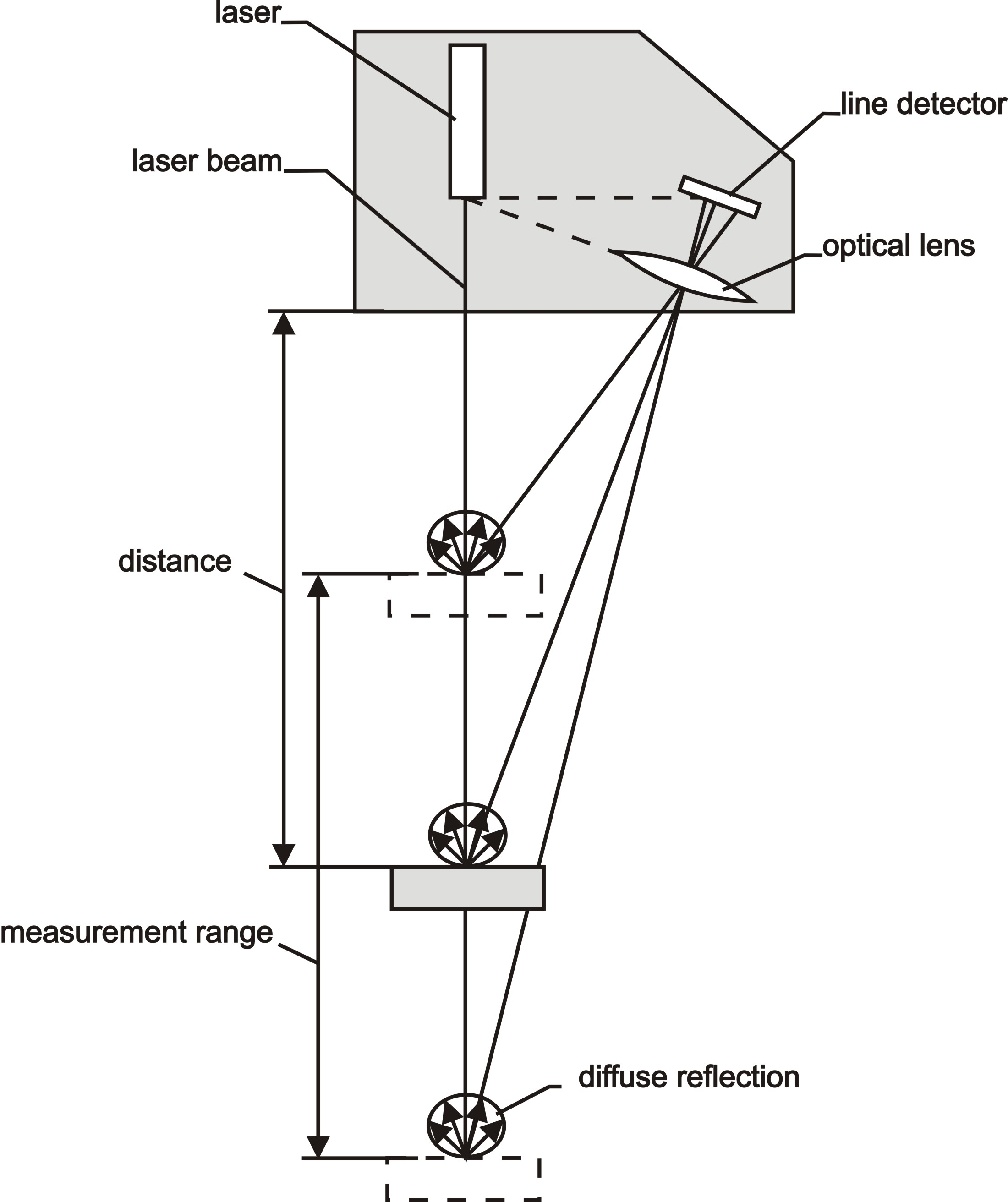
Рисунок 4. Триангуляция

Для проведения оптических измерений без активного структурированного освещения, камера направляется на область шва, где и производится наблюдение. Этот способ используется, например, для автоматической дуговой сварки под флюсом для того, чтобы обеспечить сварщику наличие изображения шва на мониторе.
Существуют различные типы конструкции измерительных датчиков.